# خط ۱۱ متروی تهران
خط ۱۱ متروی تهران یکی از خطوط مترو طراحی شده جدید در شهر تهران است. این خط به طول ۳۳٫۵ کیلومتر با ۲۱ ایستگاه از سه‌راه ورامین آغاز و تا محدوده چیتگر ادامه می‌یابد.
خط ۱۱ مترو غیر از تأثیرگذاری قابل توجه بر معادلات حمل و نقلی پهنه جنوب غرب پایتخت، به لحاظ جاذبه‌های سرمایه‌گذاری بخش خصوصی نیز یکی از جذاب‌ترین خطوط به‌شمار می‌آید چراکه امکان احداث ۳۰ مجتمع ایستگاهی به منظور کمک به هزینه‌های اجرای طرح در طول خط شناسایی شده است. این خط در مناطق ۱۶، ۱۷، ۱۸، ۱۹، ۲۰ و ۲۱ ایستگاه داشته و از ایستگاه تبادلی با اکثر قریب به اتفاق سایر خطوط ساخته شده و در دست احداث برخوردار خواهد بود؛ ضمن اینکه بهره‌برداری از آن به کاهش ترافیک خط ۵ و مسافرانی که از استان البرز به سمت تهران (و بالعکس) تردد دارند، کمک می‌کند.

## عبور خط ۱۱ از زیر محورهای شریانی
خط ۱۱ متروی تهران از زیر محورهای شریانی مهم تهران عبور نموده قاعدتاً استفاده شهروندان از ایستگاه‌های مترو در این خط و جایگزینی این وسیله حمل و نقلی پاک، ایمن و ارزان به جای وسایل نقلیه شخصی، می‌تواند بار ترافیک در بزرگراه‌های شهید رجایی، آزادگان، شهید کاظمی، آیت‌الله سعیدی، شهید لشگری، شهید فهمیده، جاده تهران ورامین، فتح و شهید چراغی را کاهش دهد. اولویت نخست شروع عملیات اجرایی خط ۱۱ مترو به بخش ایستگاه چیتگر تا ایستگاه عبدل‌آباد مربوط می‌شود که در بهار سال ۱۴۰۱ تفاهم‌نامه‌ای هم با بخش خصوصی در مورد احداث آن منعقد شده است. در نهایت ساخت مسیر و ایستگاه‌های خط مذکور به ایجاد رینگ راه‌آهن ریلی زیرزمینی در بخش مهمی از شهر منجر خواهد شد که اتصال آن به سایر خطوط شبکه، تحولی محسوس در معادلات ترافیکی منطقه جنوب غرب پایتخت ایجاد خواهد کرد. در تفاهم‌نامه اخیر با شرکت مپنا قرار شده در بازه زمانی مشخص از منابع مالی دو طرف جهت راه‌اندازی خط ۱۱ مترو بهره‌گیری شود و در واقع این اقدام یک برنامه مشارکتی محسوب می‌شود. این چنین نیست که شرکت مپنا صفر تا صد کار را انجام دهد. منظور از ظرفیت‌های شهرداری تهران به‌طور مثال استفاده از بارگذاری املاک در حاشیه خط ۱۱ و ایجاد مجتمع‌های ایستگاهی است. بخشی هم به صورت نقدی در این زمینه تأمین خواهد شد. شرکت مپنا هم با برنامه‌هایی مانند اخذ وام و برنامه‌های مشارکتی کار را دردست خواهد گرفت، لذا بنا ست تا بر روی ظرفیت‌های دو طرف کار کنیم. بر اساس برنامه‌ریزی‌های انجام شده تا قبل از پایان سال ۱۴۰۱ و در بهمن ماه عملیات اجرایی آغاز شود.
در حال حاضر یعنی تیرماه ۱۴۰۱ هر یک کیلومتر ساخت خطوط مترو صفر تا ۱۰۰ آن بیش از یک‌هزار میلیارد تومان هزینه دارد و با توجه به اینکه فاز نخست خط ۱۱ به طول ۱۷ کیلومتر از چیتگر در خط ۵ آغاز و تا عبدل‌آباد در خط ۳ اجرایی خواهد شد و کل خط ۲۸ کیلومتر است و می‌خواهیم ابتدا و انتهای خط ۱۱ در خطوط جاری باشد تا تبادل معنادار شبکه صورت پذیرفته و راه‌اندازی خط ۱۱ به صورت جزیره‌ای نباشد.

## ایستگاه‌ها
| ایستگاه‌ها                        | تقاطع‌ها |
| -------------------------------- | ------- |
| تقی آباد                         |         |
| ابن بابویه                       |         |
| حمزه آباد                        |         |
| جوانمرد قصاب                     |         |
| شهرک وصال                        |         |
| خانی آباد                        |         |
| میدان مرکزی میوه و تره بار تهران |         |
| شکوفه                            |         |
| عبدل‌آباد                         |         |
| شهید سعیدی                       | خط ۸    |
| شهرک حضرت ولیعصر                 |         |
| الغدیر                           |         |
| شاد آباد                         |         |
| خلیج فارس                        |         |
| شهید متوسلیان                    |         |
| شهرک پاسداران                    |         |
| تهرانسر                          |         |
| چیتگر                            | خط ۹    |